# 세인트키츠 네비스의 구

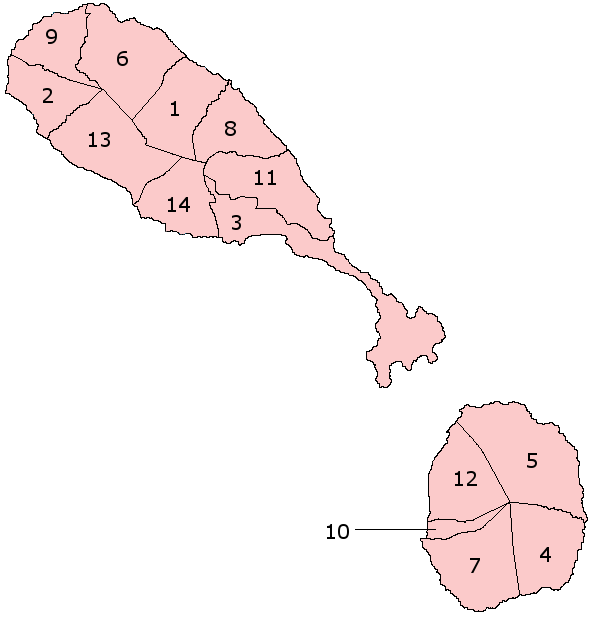
세인트키츠 네비스의 행정 구역

세인트키츠 네비스는 14개 구로 구성되어 있다. 이 가운데 9개 구는 세인트키츠섬에, 5개 구는 네비스섬에 위치한다.
- 세인트키츠섬
  - 3. 세인트조지바스테르구 (Saint George Basseterre)
  - 11. 세인트피터바스테르구 (Saint Peter Basseterre)
  - 8. 세인트메리카욘구 (Saint Mary Cayon)
  - 1. 크라이스트처치니컬라타운구 (Christ Church Nichola Town)
  - 6. 세인트존카피스테르구 (Saint John Capesterre)
  - 9. 세인트폴카피스테르구 (Saint Paul Capesterre)
  - 2. 세인트앤샌디포인트구 (Saint Anne Sandy Point)
  - 13. 세인트토머스미들아일랜드구 (Saint Thomas Middle Island)
  - 14. 트리니티팰머토포인트구 (Trinity Palmetto Point)

- 네비스섬
  - 10. 세인트폴찰스타운구 (Saint Paul Charlestown)
  - 7. 세인트존피그트리구 (Saint John Figtree)
  - 4. 세인트조지진절랜드구 (Saint George Gingerland)
  - 5. 세인트제임스윈드워드구 (Saint James Windward)
  - 12. 세인트토머스롤런드구 (Saint Thomas Lowland)